# Esko Järvinen
Pour les articles homonymes, voir Järvinen.
Esko Järvinen, né le 15 décembre 1907 à Lahti et mort le 7 mars 1976 à Helsinki, est un sauteur à ski et spécialiste finlandais du combiné nordique.
À la suite de sa carrière, il fonde et dirige une importante fabrique de ski.

## Biographie

### Carrière sportive
Esko Järvinen arrive au haut-niveau en 1926 lors des championnats du monde de ski nordique qui ont lieu à domicile. Il signe la sixième place en combiné nordique.
En 1928, lors des Jeux olympiques d'hiver de Saint-Moritz, Esko Järvinen est le porte-drapeau de la Finlande. Il termine 5e en combiné nordique et 22e en saut à ski. Enfin, il remplace un membre lors de la patrouille militaire (épreuve de démonstration) où il contribue à la 2e place.
Aux championnats du monde de Zakopane en 1929, Esko Järvinen remporte la première médaille finlandaise en combiné nordique. Entre 1930 et 1932, Esko Järvinen devient l'entraîneur des fondeurs allemands. En 1931, il participe à sa dernière compétition internationale lors des championnats du monde d'Oberhof. Enfin, en 1937, il remporte une médaille en descente en ski alpin.

### Carrière professionnelle
Esko Järvinen fonde, avec quelques hommes d'affaires, le magasin Lahden Urheilukeskus Oy à Lahti. Le magasin fabrique ses propres skis et ils sont vendus en Finlande et à l'étranger. En 1939, la société est renommée en Esko Järvinen Oy et elle construit sa propre usine à Sopenkorpi (en). Pendant la Seconde guerre mondiale, l'usine fournit les troupes finlandaises.
Après la guerre, la société rachète un brevet pour fabriquer des chaussures de skis ce qui deviendra un produit phare de la marque. Lors des années 50, l'entreprise fournit les athlètes finlandais en ski nordique et en ski alpin et de nombreuses médailles sont remportés avec les skis de la marque.
Dans les années 1970, une nouvelle usine est ouverte à Hollola et l'entreprise se convertit à la fabrication de ski en fibre de verre. Esko Järvinen meurt en 1976. Après ce décès, c'est son fils Tuomo Järvinen qui reprend la direction de l'entreprise. En raison d'une concurrence importante, l'entreprise fait faillite en 1991.

## Vie personnelle
Esko Järvinen a un frère, Erkki Järvinen (en), qui a participé aux Jeux olympiques d'été de 1928 à Amsterdam en triple-saut.
Esko Järvinen a un de ses fils, Risto Järvinen, qui a fait du skeet à haut niveau dans les années 1960.

## Palmarès

### Jeux olympiques
| Épreuve / Édition | St-Moritz 1928 |
| Combiné nordique  | 5e             |
| Saut à ski        | 22e            |

### Championnats du monde
| Épreuve / Édition   | Lahti 1926 | Zakopane 1929 | Oberhof 1931 |
| Combiné nordique    | 6e         | Bronze        | 8e           |
| Saut à ski          | -          | 35e           | Abandon      |
| Ski de fond (18 km) | -          | -             | 9e           |

### Championnats de Finlande
Il termine 2e des championnats de Finlande de combiné nordique en 1925 (fi) et 1926 (fi).